# Lista dos deputados federais de Santa Catarina - 41ª legislatura (1959 — 1963)
Lista dos deputados federais de Santa Catarina - 41ª legislatura (1959 — 1963).
| Nº | Deputado                    | Partido                                     |
| -- | --------------------------- | ------------------------------------------- |
| 1  | Osmar Cunha                 | Partido Social Democrático (1945-2003)(PSD) |
| 2  | Joaquim Fiuza Ramos         | Partido Social Democrático (1945-2003)(PSD) |
| 3  | Atílio Fontana              | Partido Social Democrático (1945-2003)(PSD) |
| 4  | Elias Adaime                | Partido Social Democrático (1945-2003)(PSD) |
| 5  | Lenoir Vargas Ferreira      | Partido Social Democrático (1945-2003)(PSD) |
| 6  | Aroldo Carneiro de Carvalho | União Democrática Nacional (UDN)            |
| 7  | Antônio Carlos Konder Reis  | União Democrática Nacional (UDN)            |
| 8  | Irineu Bornhausen           | União Democrática Nacional (UDN)            |
| 9  | Lauro Carneiro de Loyola    | União Democrática Nacional (UDN)            |
| 10 | Doutel de Andrade           | Partido Trabalhista Brasileiro (PTB)        |

| Nº | Suplentes convocados | Partido                                     |
| -- | -------------------- | ------------------------------------------- |
| 1  | Arão Rebelo          | Partido Social Democrático (1945-2003)(PSD) |